# Ta-Dah
Ta-Dah – drugi album amerykańskiego zespołu Scissor Sisters wydany w 2006 roku. Krążek został wyprodukowany przez zespół przy współpracy z Eltonem Johnem, Carlosem Alomar i Paulem Williamsem. Płyta zadebiutowała na 19 miejscu Billboard 200 rozchodząc się w pierwszym tygodniu w 42,000 egzemplarzy. Po wydaniu album otrzymał pozytywne recenzje od większości krytyków muzycznych.

## Lista utworów
| #                     | Tytuł                             | Autorzy                                                    | Produkcja       | Długość |
| --------------------- | --------------------------------- | ---------------------------------------------------------- | --------------- | ------- |
| 1.                    | "I Don't Feel Like Dancin'"       | Scott Hoffman, Jason Sellards, Elton John                  | Scissor Sisters | 4:48    |
| 2.                    | "She's My Man"                    | Hoffman, Sellards                                          | Scissor Sisters | 5:31    |
| 3.                    | "I Can't Decide"                  | Hoffman, Sellards                                          | Scissor Sisters | 2:46    |
| 4.                    | "Lights"                          | Hoffman, Sellards, Carlos Alomar                           | Scissor Sisters | 3:35    |
| 5.                    | "Land of a Thousand Words"        | Hoffman, Sellards                                          | Scissor Sisters | 3:50    |
| 6.                    | "Intermission"                    | Hoffman, Sellards, Elton John                              | Scissor Sisters | 2:37    |
| 7.                    | "Kiss You Off"                    | Hoffman, Sellards, Ana Lynch                               | Scissor Sisters | 5:02    |
| 8.                    | "Ooh"                             | Hoffman, Sellards, Derek Gruen                             | Scissor Sisters | 3:29    |
| 9.                    | "Paul McCartney"                  | Hoffman, Sellards, Derek Gruen, Carlos Alomar              | Scissor Sisters | 3:44    |
| 10.                   | "The Other Side"                  | Hoffman, Sellards, John "JJ" Garden                        | Scissor Sisters | 4:22    |
| 11.                   | "Might Tell You Tonight"          | Hoffman, Sellards                                          | Scissor Sisters | 3:20    |
| 12.                   | "Everybody Wants the Same Thing*" | Hoffman, Sellards, Patrick Seacor, Paul Leschen, Ana Lynch | Scissor Sisters | 4:22    |
| UK iTunes bonus track |                                   |                                                            |                 |         |
| 13.                   | "Transistor"                      | Hoffman, Sellards                                          | Scissor Sisters | 4:51    |
| Japan bonus track     |                                   |                                                            |                 |         |
| 13.                   | "Ambition"                        | Hoffman, Sellards                                          | Scissor Sisters | 4:42    |

## Notowania
| Lista (2006)                  | Najwyższa pozycja |
| ----------------------------- | ----------------- |
| Argentine Albums Char         | 7                 |
| Australian Albums Chart       | 1                 |
| Austrian Albums Chart         | 3                 |
| Belgian Flanders Albums Chart | 7                 |
| Belgian Wallonia Albums Chart | 27                |
| Danish Albums Chart           | 6                 |
| Dutch Albums Chart            | 11                |
| Colombian Albums Chart        | 23                |
| Finnish Albums Chart          | 14                |
| French Albums Chart           | 17                |
| German Top 100                | 6                 |
| Irish Albums Chart            | 1                 |
| Portuguese Albums Chart       | 15                |
| Italian Albums Chart          | 7                 |
| New Zealand Albums Chart      | 11                |
| Norwegian Albums Chart        | 2                 |
| Spanish Albums Chart          | 21                |
| Swedish Albums Chart          | 3                 |
| Swiss Albums Chart            | 5                 |
| U.S. Billboard 200            | 19                |
| U.S. Top Electronic Albums    | 1                 |
| UK Albums Chart               | 1                 |

## Certyfikaty
| Kraj                  | Certyfikat |
| --------------------- | ---------- |
| Australia (ARIA)      | Platyna    |
| Kanada (CRIA)         | Złoto      |
| Europa (IFPI)         | 3× Platyna |
| Niemcy (IFPI)         | Złoto      |
| Szwecja (IFPI)        | Złoto      |
| Wielka Brytania (BPI) | 5× Platyna |